# Clara Hoffbauer

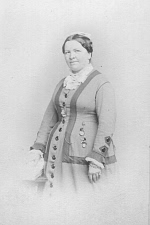
Clara Hoffbauer

Clara Ottilie Alexandrine Emilie Hoffbauer (* 30. April 1830 als Clara Becker; † 28. Februar 1909) war die Gründerin der Hoffbauer-Stiftung.

## Leben und Wirken

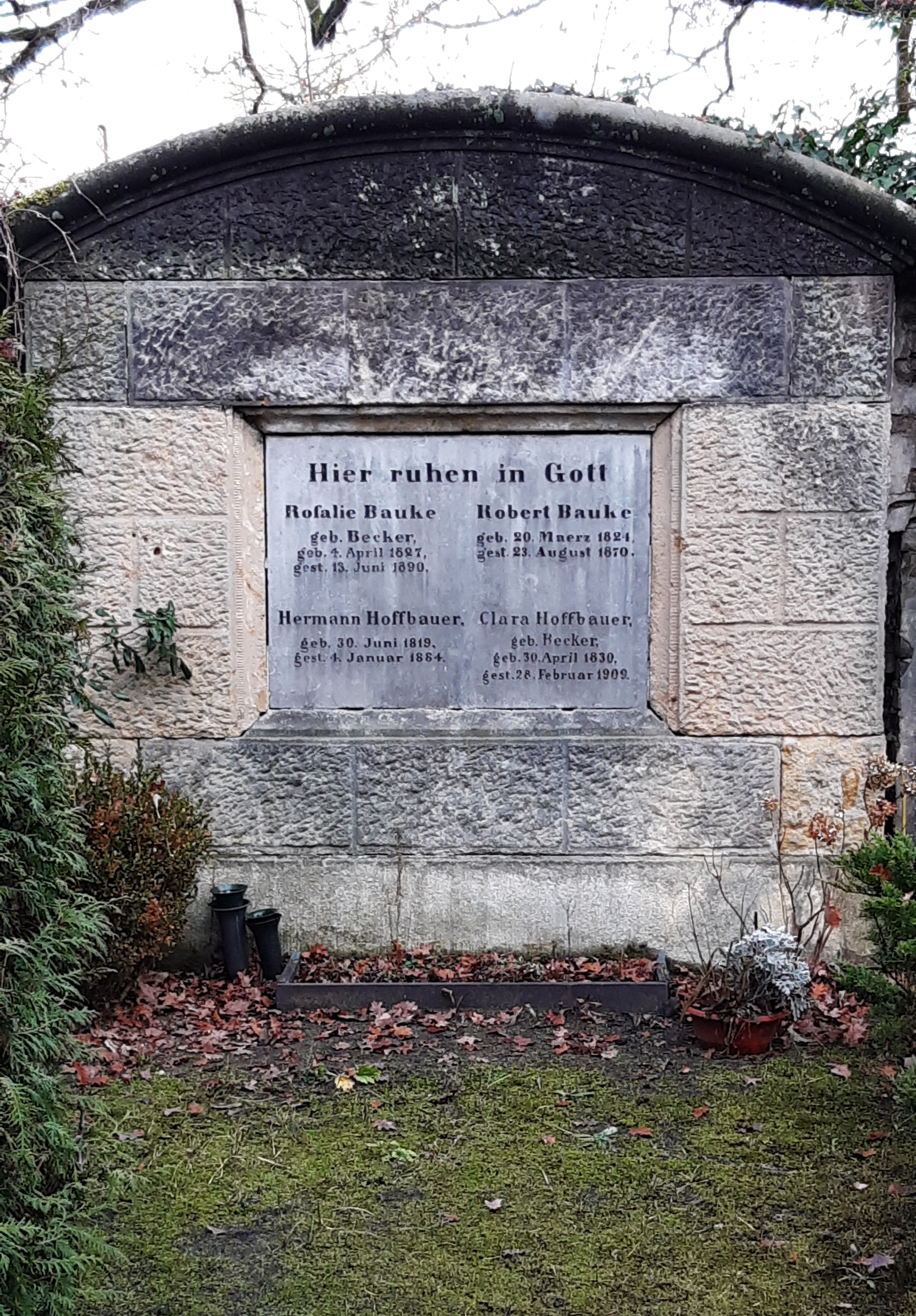
Grabstätte auf dem Neuen Friedhof Potsdam.

Clara Becker wurde als eines von acht Geschwistern geboren. Ihr Vater Ludwig Becker war in Berlin Kommerzienrat. Im Jahr 1850 heiratete Clara den Kaufmann Hermann Hoffbauer, der später mit ihrem Bruder Emil Becker eine Fabrik für Teppiche gründet. Das Ehepaar zog 1870 nach Potsdam in das Havelhaus, die spätere Villa Hoffbauer. Die Ehe blieb kinderlos.
Das Ehepaar engagierte sich sozial. So gründete Hermann Hoffbauer im Jahr 1873 für seine Angestellten eine Kranken- und Unterstützungskasse. Das Paar plante eine evangelische Stiftung, deren Realisierung Hermann Hoffbauer aufgrund seines Todes 1884 nicht mehr erlebte. Nach dem Tod Hermann Hoffbauers erwarb Clara Hoffbauer 1889 einen Teil der Halbinsel Tornow als Standort für Stiftung. Am 10. Juni 1891 wurden die Bebauung begonnen und die Grundsteine für die ersten drei Gebäude gelegt. Die Hoffbauerschen Stiftungen erhielten ihr erstes Statut im selben Jahr. Ziele der Stiftung waren die Erziehung und Bildungsförderung von elternlosen Mädchen und jungen Frauen im evangelischen Sinn und die Pflege kranker und alter Menschen.
Die Hoffbauer-Stiftung wurde 1901 am 30. Juni, dem Geburtstag Hermann Hoffbauers, eingeweiht. Die Stiftung wurde mit einem Vermögen von 6 Millionen Reichsmark (heute inflationsbereinigt 49.900.000 Euro) und mehreren Gebäuden ausgestattet. Der Tornow, wo die Stiftung angesiedelt wurde, wurde in Hermannswerder umbenannt. Clara Hoffbauer übergab ihr gesamtes persönliches Vermögen der Stiftung.
Clara Hoffbauer ist neben ihrem Ehemann Hermann auf dem Potsdamer Neuen Friedhof begraben.

## Ehrungen
- Clara Hoffbauer wird durch das Projekt Frauenorte geehrt. Ihre Erinnerungstafel wurde auf dem Gelände der Hoffbauer-Stiftung auf Herrmanswerder installiert.[1]
- Die Hochschule Clara Hoffbauer Potsdam (bis 2022  Fachhochschule Clara Hoffbauer Potsdam) trägt ihren Namen.